# Seriola carpenteri
Seriola carpenteri — вид окунеподібних риб родини ставридових (Carangidae). Риба зустрічається у шельфових водах на сході Атлантики біля берегів Західної Африки від Анголи до Марокко та Біскайської затоки. Сягає завдовжки 48 см.
Вид названий на честь Вільяма К. Карпентера — голови Міжнародної асоціації спортивної рибалки (International Game Fish Association), мецената, який спонсорував дослідження морських видів.